# إيفوزي خيطي الغلاصم
ايفوزي خيطي الغلاصم أو كريل خيطي الغلاصم (الاسم العلمي:Nematobrachion) هو جنس من الحيوانات البحرية يتبع فصيلة الايفوزية من رتبة الايفوزيات.

## أنواع
- ايفوزي بقري (الاسم العلمي:Nematobrachion boopis)
- ايفوزي مرن القدم (الاسم العلمي:Nematobrachion flexipes)
- ايفوزي سداسي الأشواك (الاسم العلمي:Nematobrachion sexspinosum)